# Estádio Floro de Mendonça
O Estádio Floro Municipal Rebelo de Mendonça, mais conhecido como Floro de Mendonça e também como Florão, é um estádio de futebol localizado no município de Itacoatiara, no estado do Amazonas. 

## História
O estádio fora inaugurado na década de 60 com o nome de "Estádio José Mendes". Na época, para atender o futebol amador da cidade e volta e meia clubes da capital, e até mesmo grandes clubes do país como Flamengo e Vasco da Gama. 

### Inauguração oficial
Existindo informalmente como um campo de futebol desde meados da década de 60, o estádio foi inaugurado oficialmente em 31 de janeiro de 1971. Para isso foi realizado um evento que parou a cidade, trazendo a dupla Rio Negro e Nacional para o jogo principal.

### 1ª Reinauguração
Novamente o estádio passou por melhorias, e, desta vez mudou seu nome para o atual, na data de 29 de Março de 1981. Na ocasião foi realizado um amistoso entre a Seleção da Liga de Itacoatiara e o Vasco da Gama, do Rio de Janeiro, vencendo o visitante por 2x0.

### Modernização
Em 2011 o Governo do Estado do Amazonas noticiou que o estádio passaria por grandes reformas de ampliação e modernização, contando com investimento inicial de cerca de  R$ R$1.599.000,00 e aumentando sua capacidade oficial de cerca de 3 mil para os 5 mil atuais(antes disso, um setor de "geral" em volta do campo fazia o estádio chegar a públicos de até 7 mil). A reforma deveria durar 3 meses mas acabou se arrastando por um bom período. Depois de algum tempo em paralisação, as obras retornaram em Outubro de 2012 e depois pararam de novo. A torcida do Penarol chegou a comemorar 1 ano de atraso nas obras. As obras ainda entrariam por 2013 até o estádio receber sua primeira partida, em 16 de fevereiro daquele ano. 
Apesar das reformas em 2011, no ano de 2021(menos de 10 anos depois) o Penarol deixou de mandar partidas noturnas no estádio, pelas rodadas finais da primeira fase da Série D porque a CBF considerou a iluminação do estádio insuficiente.

## Maior Público
Em 2006 a cidade de Itacoatiara encontrava-se sem futebol profissional. O Penarol estava licenciado desde 1992 e desde então não disputou mais partidas oficiais. Naquele ano, um grupo de cidadãos locais se uniu e levou o tradicional clube da capital Fast Clube para a cidade e a população o abraçou.
No ano de 2007 o Fast Clube estava disputando a Série C pelo segundo ano seguido, sediado na cidade e naquele ano chegou até a terceira fase, onde enfrentou o tradicional Bahia no Floro de Mendonça. O jogo terminou empatado em 2x2 para um público de 6.350 pagantes e cerca de 8.000 presentes.

## Formato atual
- O estádio consiste em um lance de arquibancada maior, numa das laterais do campo, onde se situa a torcida mandante. Acima dessa arquibancada está a cabine da imprensa.
- Há mais dois lances menores atrás de um dos gols, com intervalo de alguns metros entre si, onde fica a torcida visitante.
- Na outra lateral encontra-se apenas o muro que dá para a avenida de seu acesso.
- Atrás do outro gol encontra-se um prédio administrativo do estádio, de dois andares, sendo que no superior há uma pista com duas fileiras de cadeiras para torcedores.